# Витербо (провинция)
Вите́рбо (итал. Provincia di Viterbo) — провинция в Италии, в регионе Лацио. Столицей провинции является одноимённый город Витербо.

## Расположение
Провинция Витербо находится на севере Лацио, граничит с тосканскими провинциями Гроссето и Сиена. Занимает 3615,24 квадратного километра.

## История
Эта местность была населена ещё во времена этрусков, на этой территории находились этрусские города и поселения: Тарквиния, Тускания, Ветралла и Витербо. В 310 году до нашей эры эти края были захвачены римлянами, а в 774 году нашей эры — лангобардами.

## Достопримечательности
- Аббадия ― средневековый замок

## Галерея

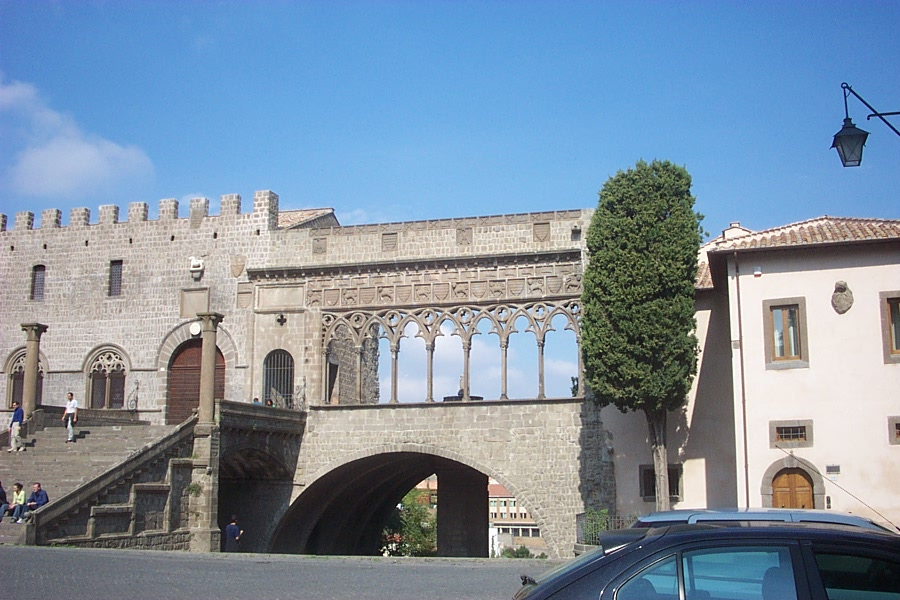
Витербо, папский дворец.
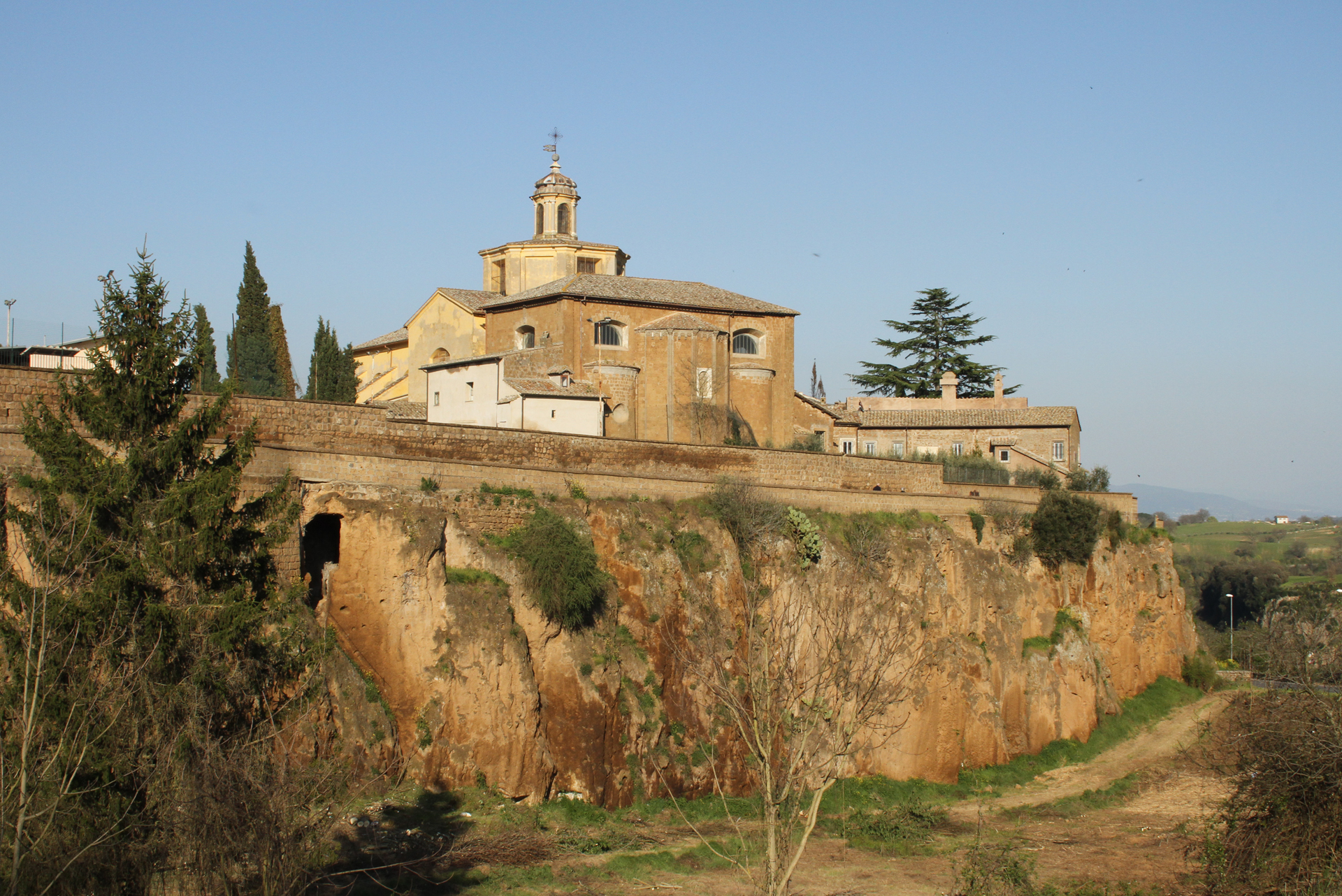
Панорама стен Чивита-Кастеллана.
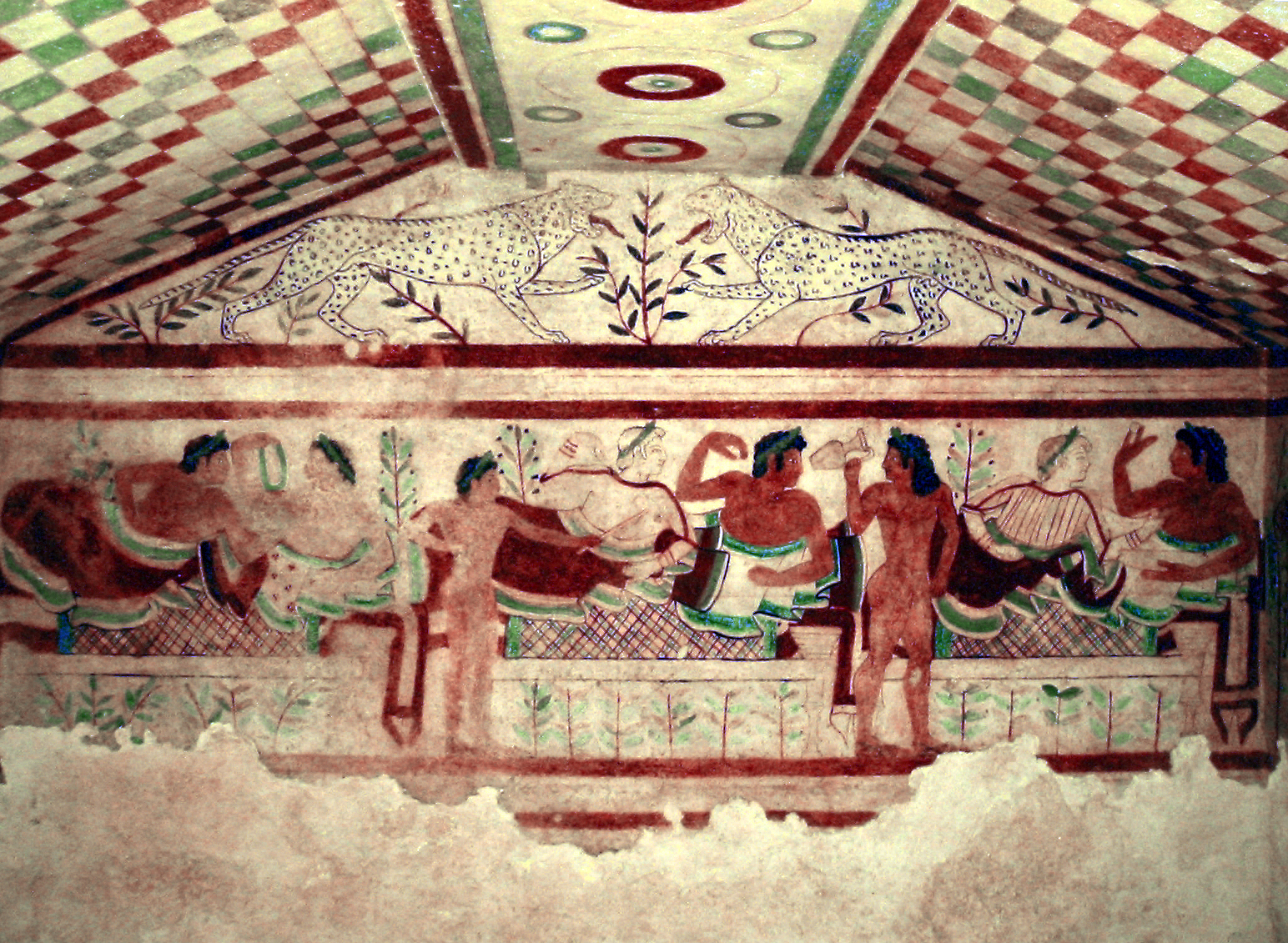
Тарквиния, настенная роспись в Гробнице леопардов[англ.]
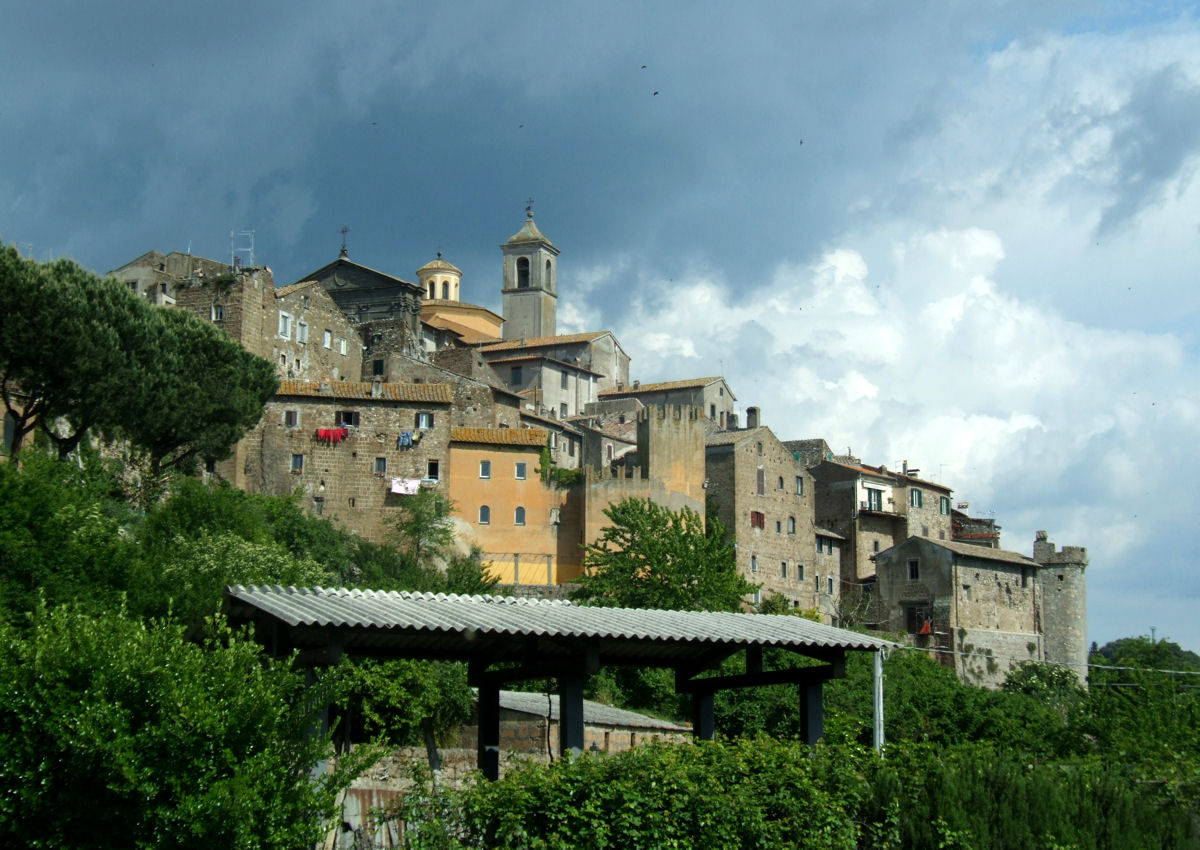
Ветралла.
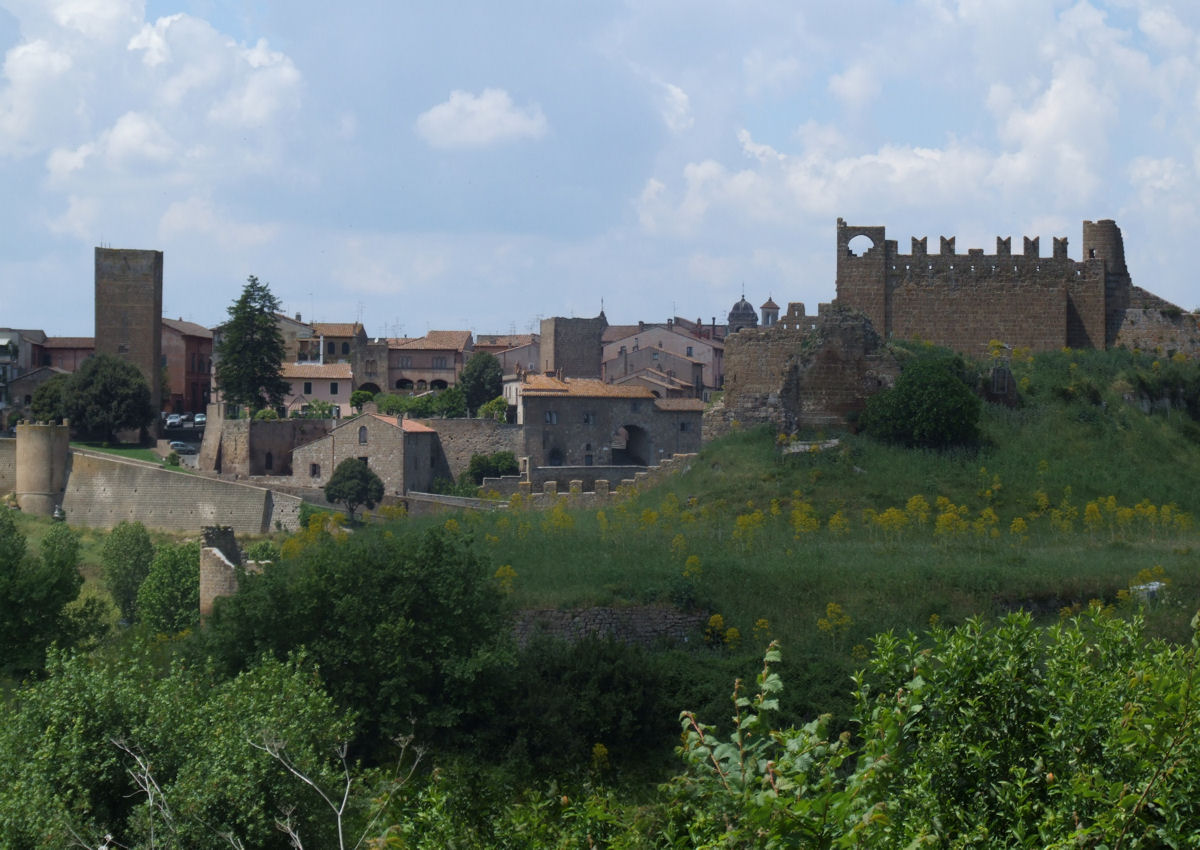
Тускания.
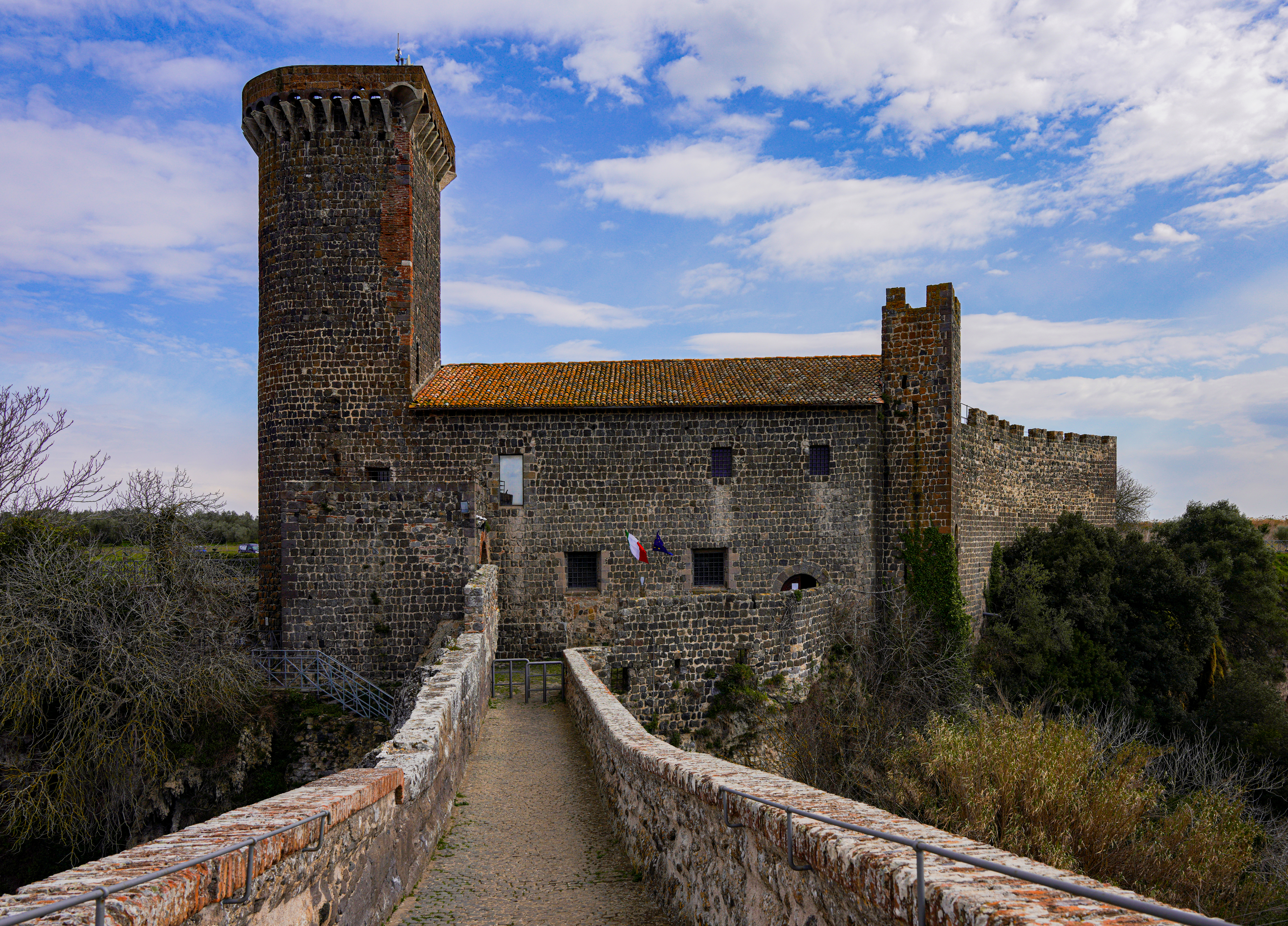
Замок Аббадия